# Паул Јулијус фон Ројтер
Паул Јулијус фон Ројтер (Касел, 21. јул 1816 — Ница, 25. фебруар 1899) био је немачки предузетник, новинар, пионир телеграфије и новинског извештавања и оснивач новинске агенције Ројтерс.

## Биографија
Паул Ројтер рођен је у јеврејској породици у граду Каселу 21. јула 1816. године као Израел Јосафат Бер. У банци свог стрица почео је да ради као писар кад је имао само 13 година. После неколико година закључио је како би предуго трајало док постане банкар. Покрстио се, увидевши да би боље пролазио кад не би био Јеврејин. Недуго затим преселио се у Гетинген, где је упознао Гауса, славног математичара и физичара, који се тада бавио телеграфијом. Видевши то „чудо технике“, Ројтер је почео да размишља како би га употребио и зарадио новац. 
Године 1840, преселио се у Берлин где је упознао и оженио Иду Марију Мангус, кћерку једног банкара. Године 1848, пуне превирања, Париз је још био светска метропола и у политичком смислу, те је одлучио да тамо окуша срећу. Након неког времена, дошао је напокон на праву идеју: кад је прекинута телеграфска линија Ахен—Брисел, за пренос информација организовао је преношење порука голубовима; међутим, то је ипак завршило неуспехом. Ројтер се тада упутио у Лондон и у средишту града отворио телеграфску канцеларију. Напокон је добро зарађивао преносећи комерцијалне информације, но неколико година није успео да наговори новине да за разумно малу накнаду, плаћену унапред, од њега узимају вести из иностранства и објављују их. Паул Јулијус Ројтер је био упоран и 8. октобра 1858. објављена је прва вест с ознаком Ројтер. Већ следеће године уследио је велики успех: агенција Ројтерс је пренела говор Наполеона III исти дан кад га је одржао у француском парламенту. Од британске краљице Викторије је 1871. године добио племићку титулу.